# أرومة غاذية خلوية
الأرومة الغاذية الخلوية (أو طبقة لانغهانس (بالإنجليزية: Cytotrophoblast)‏ هي الطبقة الداخلية من الأورمة الغاذية، وتمتد من داخل الأرومة الغاذية المخلوية إلى خارج جدار الكيسة الأريمية في الجنين النامي.
وتُعد الأرومة الغاذية الخلوية الخلية الجذعية للأرومة الغاذية؛ وذلك لأن الطبقة المحيطة بالكيسة الأريمية تظل ثابتةً في حين أن الخلايا النابتة تتكاثر وتتفرق للقيام بأدوارٍ متعددة، وهناك نوعان من السلالات والتي يمكن أن تتميز بها خلايا الأرومة الغاذية الخلوية خلال: الاندماج والغزو، وتثمر السلالة المندمجة عن الأرومة الغازية المخلوية (syncytiotrophoblast)، بينما تثمر السلالة الغزوية عن خلايا الأرومة الغازية الخلوية الخلالية (interstitial cytotrophoblast)،
تلعب خلايا الأرومة الغازية الخلوية دورًا بالغ الأهمية في زرع البويضة المخصبة حديثًا في الرحم.

## السلالة المندمجة
يعود تكوين جميع خلايا الأرومة الغازية المخلوية إلى اندماج اثنتين أو أكثر من الأرومة الغاذية الخلوية عبر ممر الاندماج، ويعتبر هذا الممر هامًا جدًا لأن الأرومة الغاذية المخلوية تلعب دورًا هامًا في تبادل الغازات والمواد الغذائية بين الجنين والأم، بالإضافة إلى الوظائف المناعية والأيضية.
وتقوم الخلية الجذعية الثابتة للأرومة الغازية الخلوية بخلق عددٍ من خلايا الأرومة الغازية الخلوية الزغابية، وهو ما يشكل الزغب المشيمي الأولي، وسوف تتجمع في نهاية المطاف لتكون الأرومة الغاذية المخلوية الزغابية، ويعتبر تشكيل الأرومة الغاذية المخلوية من الأرومة الغاذية الخلوية خطوة التمايز النهائية من خلايا الأرومة الغاذية. .
تستطيع الأرومة الغازية المخلوية تحفيز خلايا الأرومة الغازية الخلوية في المختبر من خلال جزيئات ذات إشاراتٍ متعددة، تشمل عامل نمو البشرة، وهرمون القشراني السكري (جلايكورتيكود)، وهرمون موجهة الغدد التناسلية المشيمائية،

## السلالة الغازية
تقوم السلالة الغازية بإنشاء الأرومة الغاذية الخلوية الضرورية والتي لا غنى عنها في عملية زرع وتشكيل مشيمة تقوم بوظيفتها على أكمل وجه، تقوم الخلية الجذعية الثابتة للأرومة الغازية بتخليق أرومةٍ غاذيةٍ خلويةٍ متوسطة ثم أرومةٍ غاذيةٍ خلويةٍ خلالية، وقد تتخلق وتتفرق الأرومة الغاذية الخلوية الخلالية إلى مزيد من الطبقات المغذية الخلوية أو إلى شكلٍ من المَخْلَى 
الأرومة الغاذية الخلوية الخلالية
تتمثل المهمة الرئيسية للأرومة الغاذية الخلوية الخلالية في ترسيخ الجنين المتنامي داخل أنسجة رحم الأم، وقد تغزو هذه الخلايا بطانة الرحم بأسرها بالإضافة إلى ما يقرب من ثلث عضل الرحم.
وبمجرد اختراق هذه الخلايا للطبقات القليلة الأولى من خلايا الساقط القاعدي، فإنها تفقد قدرتها على التكاثر وتصبح غازية، ويرجع هذا الخروج عن دورة الخلية إلى العديد من العوامل منها عامل النمو المحول بيتا (TGF-β) والديكورين (decorin)، ورغم من أن هذه الأرومة الغازية الخلوية الخلالية الغزوية لم تعد قادرة على الانقسام، فإنها تحتفظ بقدرتها على تشكيل المَخْلَى، وقد تم العثور على خلايا عملاقة متعددة النوى (مَخْلَى صغير) في قاع المشيمة وعضل الرحم نتيجة لاندماج الأرومة الغازية الخلوية الخلالية،
وقد تتحول الأرومة الغازية الخلوية الخلالية إلى خلايا طبقات مغذية خلوية.
؛ خلايا الطبقة المغذية الخلوية داخل الأوعية الدموية
تتمثل المهمة الرئيسية لخلايا الطبقة المغذية الخلوية داخل الأوعية الدموية في اختراق الشرايين الحلزونية للأم واختراق مسار تدفق الدم من خلال مشيمة الجنين النامي.
وهي تنشأ من الأرومة الغازية الخلوية الخلالية خلال عملية النسخ المظهري، ويقوم ذلك بتغيير النسخة المظهرية لهذه الخلايا من الشكل الظاهري إلى الباطني، وتُعد خلايا الطبقة المغذية الخلوية داخل الأوعية الدموية شبيهة بغيرها من النوع الخلالي، فهي غير قابلة للانقسام وغازية.

## دورها في زرع الأجنة
المقال الرئيسي: زرع (الأجنة البشرية)
تلعب الأرومة الغاذية الخلوية السليمة دورًا أساسيًا في غرس كيسة الأريمية، وبعد الفقس، يواجه القطب الجنيني للكيسة الأريمية بطانة الرحم، وبمجرد الاتصال تبدأ الأرومة الغاذية على الفور في الانتشار بسرعة، وتُفرِز الأرومة الغاذية الخلوية إنزيماتٍ محللة للبروتين لتعطيل وكسر المصفوفة الخارجة عن الخلية، والموجودة بين خلايا بطانة الرحم، وذلك للسماح باختراق نتوءاتٍ من الأرومة الغازية تشبه الأصابع، حيث تَسحب نتوءات الأرومة الغاذية الخلوية والأرومة الغاذية المخلوية الجنين إلى بطانة الرحم حتى يتم تغطيه ظهارة بطانة الرحم بالكامل، باستثناء فتحة التخثر.

## الاضطرابات المرتبطة
إن أكثر الاضطرابات المرتبطة شيوعًا هو مقدمات الارتعاج أو «تسمم الحمل»، ويتأثر بها حوالي 7٪ من جميع الولادات، ويتميز بفشل الأرومة الغاذية الخلوية في غزو الرحم وأوعيته الدموية، وعلى وجه التحديد الشرايين الحلزونية التي يجب أن تغزو الطبقة المغذية الخلوية داخل الأوعية الدموية، ونتيجةً لذلك ينخفض تدفق الدم إلى الجنين والذي قد يسبب عجز الجنين عن النمو داخل الرحم، وتتمثل الأعراض الإكلينيكية الأكثر شيوعًا لتسمم الحمل عند الأم في ارتفاع ضغط الدم، والبيلة البروتينية والذمة.
وعلى العكس، إذا كان هناك الكثير من غزو الأرومة الغاذية لأنسجة الرحم قد ينشأ عن ذلك مرض الرحى العدارية (الحمل العنقودي) أو سرطان المشيمة.

## صور إضافية

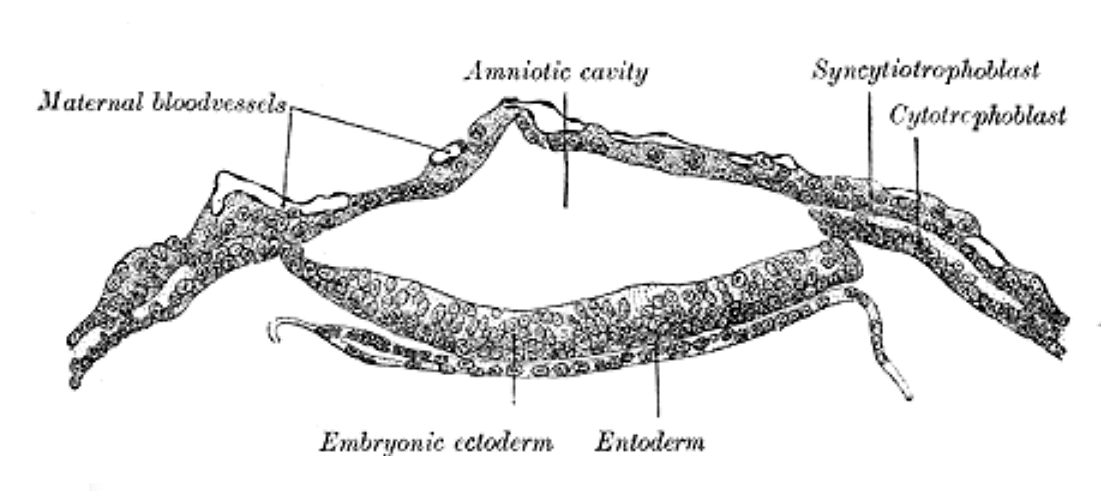
مقطع خلال المنطقة الجنينية من الخفاش نصفي اللون (Vespertilio murinus) توضح تكوين الجوف السَّلَوِيّ.

## وصلات خارجية
- Diagram at McGill